# Jadwiga Bornsteinowa
Jadwiga Bornsteinowa, z d. Goldman (ur. 8 grudnia 1877 w Warszawie, zm. 10 kwietnia 1971 tamże) – polska bibliotekarka żydowskiego pochodzenia.

## Życiorys

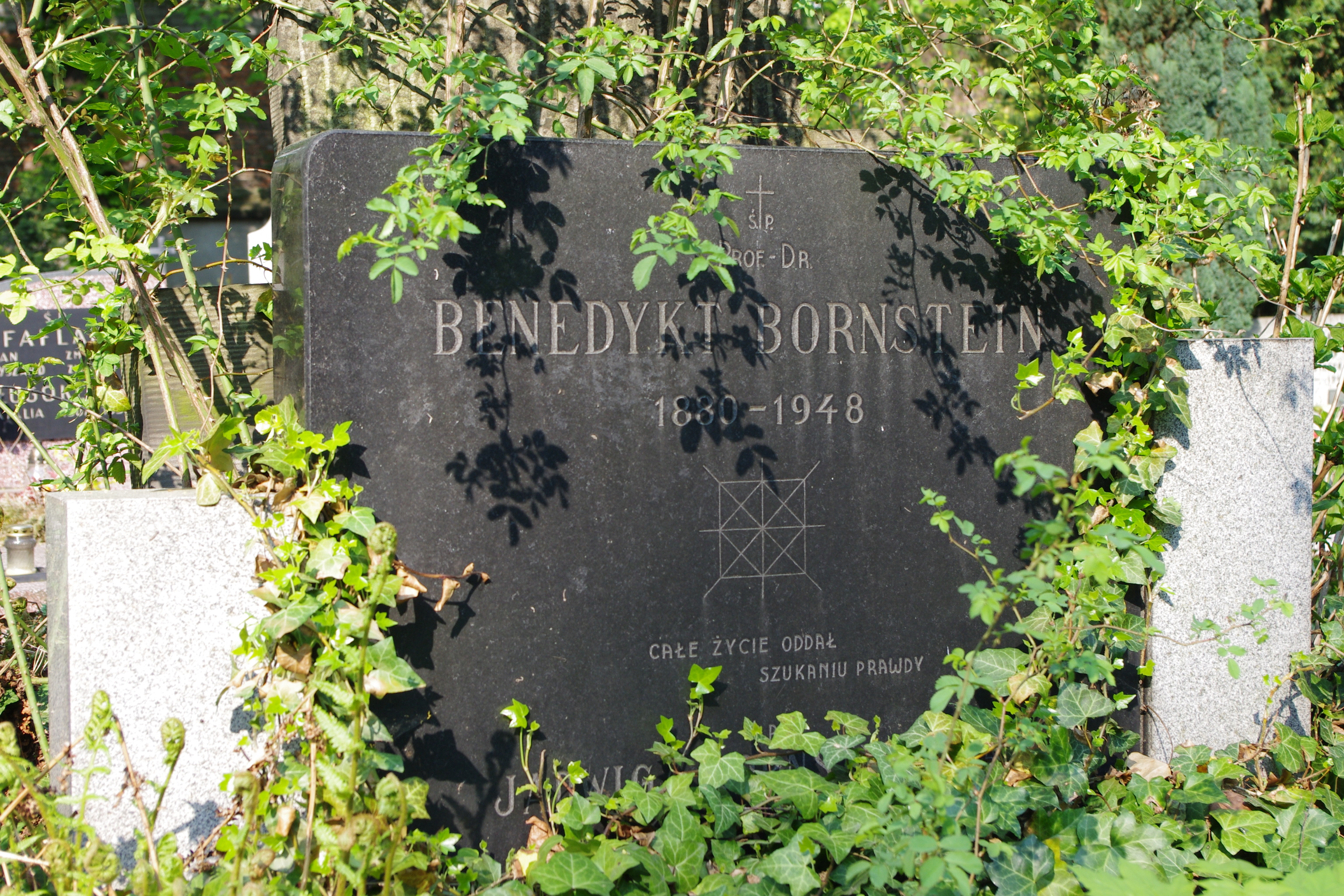
Grób filozofa Benedykta Bornsteina i jego żony Jadwigi Bornsteinowej na Cmentarzu Ewangelicko-Reformowanym w Warszawie

Urodziła się w Warszawie w żydowskiej rodzinie inteligenckiej, jako córka Jerzego Goldmana (1833–1904), dziennikarza, uczestnika powstania styczniowego, zesłanego na Ural, oraz Emilii z domu Paprockiej (1838–1895). Jej kuzynem był Henryk Wohl (1836–1907). W 1907 wyszła za mąż za Benedykta Bornsteina, późniejszego profesora filozofii w Wolnej Wszechnicy Polskiej (1915–1939) i na Uniwersytecie Łódzkim.
Ukończyła gimnazjum w Warszawie oraz kurs rysunków technicznych. Pracowała jako rysowniczka w biurze wodociągów i kanalizacji oraz w prywatnym biurze architektonicznym, była przez rok nauczycielką gimnazjum żeńskiego, wykonywała także pracę chałupniczą. Podczas kilkuletniego pobytu na wsi zajmowała się tłumaczeniem i opracowywaniem artykułów przyrodniczych dla Nauki i Życia (dodatku do Nowej Gazety). Podczas I wojny światowej zatrudniła się w Bibliotece Publicznej m.st. Warszawy. W latach 1915–1921 prowadziła tzw. katalog dziesiętny w Bibliotece Publicznej, była także sekretarzem Towarzystwa Czytelń miasta Warszawy. Zorganizowała Bibliotekę Muzeum Pedagogicznego. W 1922 przeszła do pracy w Głównym Urzędzie Statystycznym, gdzie była początkowo bibliotekarką, następnie kierowniczką Referatu Statystyki życia kulturalnego i oświaty pozaszkolnej (1927–1939). Przeszła na emeryturę – po raz pierwszy – w 1939, krótko przed wybuchem II wojny światowej. W czasie okupacji ukrywała się.
Powróciła do pracy zawodowej po śmierci męża. W 1949 została kustoszem Centralnej Biblioteki Pedagogicznej w Łodzi, a od października 1950 do 1958 pracowała w Instytucie Bibliograficznym Biblioteki Narodowej w Warszawie. Współpracowała z redakcją Przewodnika Bibliograficznego. Działała w Związku Bibliotekarzy Polskich i Stowarzyszeniu Bibliotekarzy Polskich.
W 1925 zgłosiła w Związku Bibliotekarzy Polskich wniosek w sprawie zakładania bibliotek dziecięcych, co doprowadziło do otwarcia pierwszej w Warszawie biblioteki dla dzieci. Była autorką szeregu publikacji z dziedziny bibliotekarstwa, m.in. Jak urządzić bibliotekę szkolną i domową (1927). Wiele artykułów poświęciła statystyce bibliotecznej i klasyfikacji dziesiętnej. Niektóre z nich:
- Biblioteki naukowe w Polsce w oświetleniu statystycznym (Przegląd Biblioteczny, 1928)
- Biblioteki wyższych zakładów naukowych (Kwartalnik Statystyczny, 1930)
- O statystyce bibliotek w Polsce (Przegląd Biblioteczny, 1933)
- Zasady klasyfikacji dziesiętnej. Podręcznik bibliotekarski (1925)
- System dziesiętny katalogowania działowego i jego strony dodatnie (Wiedza i Życie, 1926)
- Uniwersalna Klasyfikacja Dziesiętna (1969)

Zmarła w Warszawie. Pochowana jest obok męża na Cmentarzu Ewangelicko-Reformowanym przy ulicy Żytniej (sektor 4-6-5).

## Odznaczenia
- Krzyż Oficerski Orderu Odrodzenia Polski,
- Honorowa Odznaka Stowarzyszenia Bibliotekarzy Polskich.